# Ronald Eguino
Ronald Eguino Segovia (Cochabamba, 1988. február 20. –) bolíviai labdarúgó, a Bolívar hátvédje.